# Youri Tielemans
Youri Tielemans (* 7. Mai 1997 in Sint-Pieters-Leeuw) ist ein belgischer Fußballspieler. Er steht bei  Aston Villa unter Vertrag und ist aktueller belgischer Nationalspieler.

## Herkunft
Die Familie Tielemans ist in Brüssel zu Hause. Seine Mutter hat kongolesische Wurzeln, wurde in Brüssel geboren und wuchs dort auf.

## Karriere

### Vereine
Tielemans spielt seit seinem fünften Lebensjahr beim RSC Anderlecht. Sein Debüt in der ersten Division gab er am 28. Juli 2013 (1. Spieltag) im Heimspiel gegen den KSC Lokeren (2:3), als er in der 24. Minute für Sacha Klještan eingewechselt wurde. Am 2. Oktober 2013 gab er sein Debüt in der Champions League im Spiel gegen Olympiakos Piräus (0:3) und ist damit nach Celestine Babayaro und Alen Halilović der drittjüngste Spieler und der jüngste Belgier, der bisher in diesem Wettbewerb eingesetzt wurde.
Zur Saison 2017/18 wechselte Tielemans zur AS Monaco. Er unterschrieb Ende Mai 2017 einen Vertrag mit einer Laufzeit bis zum 30. Juni 2022. In seiner ersten Saison kam er unter dem Cheftrainer Leonardo Jardim auf 27 Erstligaeinsätze (18-mal in der Startelf). In der Saison 2018/19 folgten unter Jardim und dessen Nachfolger Thierry Henry bis Ende Januar 20 Ligaeinsätze in der Startelf, in denen er 5 Tore erzielte.
Ende Januar 2019 wechselte Tielemans zunächst bis zum Ende der Saison 2018/19 auf Leihbasis in die Premier League zu Leicester City. Im Gegenzug wechselte Adrien Silva zur AC Monaco. In Leicester etablierte er sich schnell als Stammspieler und kam bis zum Saisonende zu 13 Premier-League-Einsätzen (alle in der Startelf), in denen er 3 Tore erzielte. Zur Saison 2019/20 erwarb Leicester City schließlich die Transferrechte an Tielemans, der einen neuen Vertrag mit einer Laufzeit bis zum 30. Juni 2023 unterschrieb. In der Saison 2020/21 stand er bei allen 38 Ligaspielen für Leicester auf dem Platz und schoss sechs Tore. Dazu kamen in dieser Saison sieben Spiele in der Europa League und sechs Spiele im nationalen Pokal mit drei Toren. Im Finale des FA Cups 2020/21 gegen den FC Chelsea erzielte er den einzigen Treffer des Spiels und verhalf seinem Klub zum ersten Gewinn des FA Cups in der Vereinsgeschichte.
Nach Auslaufen seines Vertrages am Ende der Saison 2022/23 wechselte Tielemans ablösefrei zu Aston Villa.

### Nationalmannschaft
Nachdem Tielemans zuvor diverse U-Mannschaften Belgiens durchlaufen hatte, gab er am 9. November 2016 beim 1:1 im Freundschaftsspiel gegen die Niederlande sein Debüt für die A-Nationalmannschaft. Er gehörte zum Kader der belgischen Nationalmannschaft bei der Weltmeisterschaft 2018 und stand bei vier der sieben belgischen Spiele dort tatsächlich auf dem Platz. Zur Fußball-Europameisterschaft 2021 wurde er in den belgischen Kader berufen. Tielemans erreichte mit der Nationalmannschaft das Viertelfinale, in dem man dem späteren Europameister Italien mit 1:2 unterlag. Er stand in vier der fünf Spiele auf dem Platz. Im Folgejahr nahm er mit Belgien an der Weltmeisterschaft 2022 teil, hier schied die belgische Mannschaft bereits in der Vorrunde aus.
In der Qualifikation für die EM 2024 wurde er in sechs der acht Spiele eingesetzt und qualifizierte sich mit den Roten Teufeln ungeschlagen für die EM-Endrunde, für die er am 28. Mai 2024 nominiert wurde.

## Erfolge
- Belgischer Meister: 2013/14, 2016/17 (RSC Anderlecht)
- Gewinner des belgischen Supercup: 2013, 2014 (RSC Anderlecht)
- Gewinner des Ebbenhouten Schoen (deutsch Ebenholz-Schuh, Auszeichnung für den besten afrikanischen Spieler bzw. Spieler afrikanischer Abstammung in der Division 1A): 2017
- Englischer Pokalsieger: 2021